# Badarwas
Badarwas è una suddivisione dell'India, classificata come nagar panchayat, di 10.408 abitanti, situata nel distretto di Shivpuri, nello stato federato del Madhya Pradesh. In base al numero di abitanti la città rientra nella classe IV (da 10.000 a 19.999 persone).

## Geografia fisica
La città è situata a 24° 58' 0 N e 77° 34' 0 E e ha un'altitudine di 470 m s.l.m..

## Società

### Evoluzione demografica
Al censimento del 2001 la popolazione di Badarwas assommava a 10.408 persone, delle quali 5.431 maschi e 4.977 femmine. I bambini di età inferiore o uguale ai sei anni assommavano a 1.814, dei quali 946 maschi e 868 femmine. Infine, coloro che erano in grado di saper almeno leggere e scrivere erano 6.420, dei quali 3.886 maschi e 2.534 femmine.